# Isla San Pedro Mártir
Isla San Pedro Mártir ist eine unbewohnte mexikanische Insel im Golf von Kalifornien. Sie ist benannt nach dem Heiligen Petrus von Verona, auch Petrus Martyr (spanisch Pedro Mártir genannt) und gehört administrativ zum Bundesstaat Sonora.

## Geographie
Die Insel liegt vergleichsweise isoliert in der Mitte des Golfs von Kalifornien, auf halber Strecke jeweils in rund 50 km Entfernung zwischen dem Ort San Rafael in Sonora und dem Ort El Barril auf der Halbinsel Niederkalifornien. Sie liegt dabei rund 40 km südlich der Insel Tiburón sowie 50 km südöstlich vom Archipel San Lorenzo. Isla San Pedro Mártir ist 2,4 km lang, bis zu 2 km breit und weist eine Fläche von 2,73 km² auf. Die hügelige und aride Insel erreicht eine Höhe von 321 m über dem Meer. Wegen ihrer Artenvielfalt – auf San Pedro Mártir kommen neben 27 Arten an Pflanzen 53 Landvogel- sowie 36 Meeresvogel-Arten vor – wurde die Insel zum Biosphärenreservat Reserva de la Biosfera Isla San Pedro Mártir (RBISPM) ernannt und ist daher auch ein Teil des UNESCO-Weltnaturerbes „Inseln und geschützte Gebiete im Golf von Kalifornien“ (Islas y áreas protegidas del Golfo de California).